# Monoculodes tesselatus
Monoculodes tesselatus är en kräftdjursart som beskrevs av Schneider 1884. Monoculodes tesselatus ingår i släktet Monoculodes och familjen Oedicerotidae. Inga underarter finns listade i Catalogue of Life.